# Aurtis Whitley
Aurtis Whitley   (Barataria, 1 de maig de 1977) és un exfutbolista de Trinitat i Tobago de la dècada de 2000.
Fou 41 cops internacional amb la selecció de Trinitat i Tobago.
Pel que fa a clubs, destacà a Vitoria de Setúbal i San Juan Jabloteh.